# Hoguera de los Quintos
La Hoguera de los Quintos es una antigua tradición que entronca directamente con los antiguos rituales prerromanos de la celebración de los solsticios: en el solsticio de invierno (que tiene lugar unos días antes del 31 de diciembre) se encendían hogueras, que simbolizaban que el sol, a partir de ese momento, volvía a nacer e iba teniendo cada vez más fuerza (los días empezaban a ser más largos).
También se realizan hogueras relacionadas con el solsticio de verano.
Estas fiestas enlazan igualmente con los antiguos ritos de iniciación de la adolescencia (aunque pospuesta a la edad en que los jóvenes ya son "quintos"), como las fiestas del  Día del Judas.

## Hogueras relacionadas con el solsticio de invierno

### Hoguera de los Quintos en Robledo de Chavela
Esta tradición, celebrada en el municipio de Robledo de Chavela (Madrid, España), se remonta al año 1345: todos los años, en Nochevieja, en la madrugada del 31 de diciembre, se quema una gigantesca hoguera en el centro de la Plaza para recibir el año nuevo. Los quintos, después de oír misa en la Iglesia de la Asunción de Nuestra Señora, bajan con antorchas desde la misma a encender la hoguera.
En la página web de Turismo y Ocio de Robledo de Chavela, se describe detalladamente cómo era esta celebración, que ha llegado, en sus rasgos esenciales, al día de hoy: 

Los mozos que iban a entrar en quintas, partían de madrugada junto con sus padres y familiares, con dos carros tirados por bueyes hacia los montes del municipio, para cortar los troncos de los árboles secos y enfermos.
Al final de la mañana todos almorzaban las viandas, preparadas en el talego por sus madres, y las sardinas, arenques y el vino que les regalaba el Ayuntamiento. De regreso al pueblo disponían la leña en uno de los carros en un círculo, que cada quinta intentaba fuese más alto que el de la quinta anterior. En la Misa del Gallo todos los robledanos participaban junto a los quintos que se incorporan a filas y sus familiares en la imposición de la Medalla de la Virgen de  Navahonda, con el fin de llevarla como protección en todo momento.
Este acto [la imposición de la medalla] se celebra desde 1296 aproximadamente, año en el que los robledanos ganaron el pleito a los segovianos sobre la propiedad de la imagen de la Virgen. La medalla que se impone a los quintos en ese día es regalada por la Cofradía. Al terminar la Misa del Gallo, el cura bendecía en la puerta de la Iglesia las teas que los quintos utilizaban para prender la lumbre.
El otro carro de leña era depositado junto al Consistorio, y durante la noche los vecinos del lugar se agrupaban cantando y bailando las tradicionales jotas y seguidillas, mientras que los quintos con el Regidor Municipal repartían la leña a los ancianos más pobres del pueblo, para que durante el invierno tuviesen leña con la que calentar la casa y el puchero.
Cuando la lumbre se convertía en un rescoldo gigante, los vecinos compartían con el regidor y los quintos, chorizos, morcillas, panceta, patatas, etc., que asaban en el mismo. Desde entonces y hasta nuestros días se sigue celebrando cada año esta singular tradición. Se celebra el 31 de diciembre.»

#### Primeras referencias de la fiesta
Las notas más antiguas sobre esta fiesta pueden encontrarse en el breve comentario biográfico de Bartolomé Sánchez García, nombrado Regidor Municipal de Robledo de Chavela por el Rey Alfonso XI en el año 1345.

### Hogueras de los Quintos en invierno en otros municipios
En otros pueblos de España, como Olombrada (Segovia, España), Castrillo de Don Juan (Palencia, España) y Viniegra de Abajo (La Rioja, España), se celebra una tradición parecida.
Una fiesta de similares características tiene lugar en Carbajales de Alba (Zamora).
Otra fiesta de similares características tiene lugar en Villamanta (Madrid).
En Pedro Bernardo (Ávila) Los quintos cortan el pino más grande de la jurisdicción (el mayo) autorizados por el consistorio. Sirve de mástil donde colgar el mono, un muñeco que se coloca en la punta del mayo, y alrededor del cual se acumulan toneladas de leña. Se prende en la Nochevieja de madrugada, entre las 5.00 h y las 7.00 h de la mañana -siempre antes del amanecer- Los quintos y los demás lugareños cantan y bailan alrededor de la hoguera, ofreciendo vino y dulces a los asistentes.

## Hogueras relacionadas con el solsticio de verano
Las más famosas son las Hogueras de San Juan, aunque en otros municipios se celebran tradiciones similares, como las Hogueras de San Roque:

### Hogueras de San Roque
Estas hogueras se pueden encontrar en lugares como Cogollor (Guadalajara), en pueblos de Burgos (Hontanas, Palazuelos de Muñó o Villambroz) o Valladolid.
En la noche del 15 al 16 de agosto se quema una hoguera en honor de San Roque, y la costumbre es echar un palo en la hoguera pidiendo protección al santo por los animales. 
Antiguamente, el desarrollo de la fiesta era el siguiente:
- Por la tarde, los mozos del pueblo se encargaban de ir al monte con dos carros, de vacas y de mulas, para traer la leña de roble con que hacer la hoguera.

- A la vuelta del monte, iban a la casa del alcalde y a la del cura, en donde les cantaban unas coplas y recibían vino y una propina en dinero.

- Durante el trayecto por las calles iban cantando todos los mozos sobre los carros llenos de leña. Los animales que tiraban del carro eran adornados.

- Los más pequeños corrían detrás de los carros.

Actualmente:
- Los carros se han ido sustituyendo por tractores.

- No siempre se hace el pase con el carro de la leña.

- La participación es mixta: chicos y chicas.